# Okola
L'arrondissement d'Okola est une commune du Cameroun située dans la région du Centre et le département de la Lekié. 
Okola est située à 25 km de la capitale Yaoundé, principalement peuplée de l'ethnie Etons (Iton Beti), la commune compte 65 000 habitants dont 6 000 pour la ville d'Okola, l'une des plus petites villes du département de la Lekié dû à l'absence d'infrastructures routières, éducatives, hôtelières, hospitalières, l'eau potable, centre de formation, logement, emplois, etc. Une ville qui a du mal à retenir la jeunesse de cette grande commune qui préfère s'installer à la capitale Yaoundé à 25 km. L'agriculture et le commerce sont des activités dominantes dans la commune. Avec un potentiel touristique important, ce secteur reste inexploité.

## Population
Lors du recensement de 2005, la commune comptait 65 000 habitants, dont 6 725 pour la ville d'Okola.

## Organisation

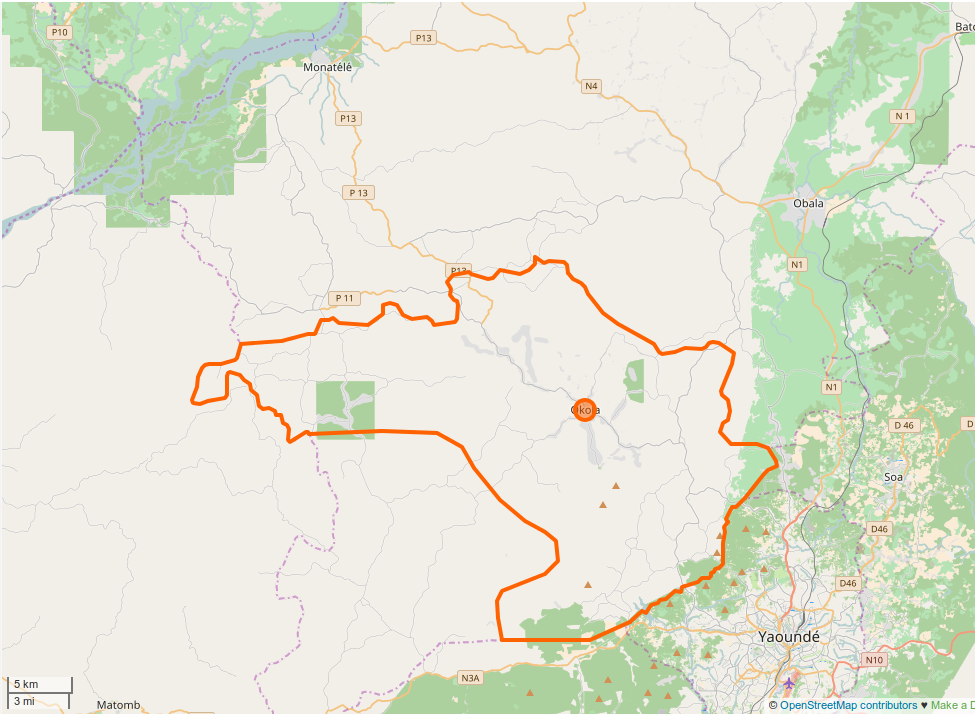

Outre Okola proprement dit et ses quartiers, la commune comprend les villages suivants :
- Ayos
- Bilono I
- Bilono II
- Bissogo
- Bitsingda
- Ebanga
- Ebod
- Ebougsi
- Ekabita
- Ekekam I
- Ekekam II
- Ekong
- Elig Ndoum
- Elig Onana
- Elig Yen
- Etoud
- Eviane
- Fegminbang
- Kolpoblo
- Konabeng
- Lebot
- Leboudi
- Lendom I
- Lendom II
- Lengon
- Louma
- Mbelekié
- Mekak
- Metak
- Minsoa
- Mintotomo
- Mva'a
- Mvoua
- Ndangueng
- Ngobassi
- Ngong
- Ngoya
- Nkodassa
- Nkolakié
- Nkol Ando'o
- Nkolangoung
- Nkolbega
- Nkoldjobe
- Nkolekotsing
- Nkolessong
- Nkolessong
- Nkolfeb
- Nkolfem
- Nkolmedoua
- Nkolnyada
- Nkolondom
- Nkolotomo
- Nkoltsiba
- Nkolvanize
- Nkolzibi
- Nkong
- Nkonzok
- Nouma
- Ntsama
- Ntuissong
- Nyemeyong
- Obak
- Oban II
- Okoukouda
- Oyama
- Voa I
- Voa II
- Yegassi

PERSONNALITÉS LIÉES À LA COMMUNE
- Marie-Inès Ayonga, actrice camerounaise.
- Epeme theodore dit Zanzibar, membre du groupe mythique appelé les Têtes brûlées